# Responsabilité civile au Québec
La responsabilité civile au Québec est l'obligation juridique de réparer le dommage causé à autrui par sa faute. Cette responsabilité est de nature extracontractuelle lorsqu'il y a contravention au devoir général de respecter les règles de conduite qui, suivant les circonstances, les usages ou la loi, s'imposent aux personnes. Elle est de nature contractuelle lorsqu'il y a contravention à une obligation ayant pris naissance dans un contrat.
Le recours en responsabilité civile nécessite la preuve d'une faute, d'un dommage et d'un lien de causalité entre cette faute et ce dommage.
En common law, l'équivalent de la responsabilité civile est la responsabilité délictuelle (tort law).

## Atteinte illicite
Dans la Charte des droits et libertés de la personne, l'atteinte illicite de l'article 49 CDLP reprend les trois critères de la responsabilité civile aux articles 1457 et 1458 C.c.Q. : faute, préjudice et lien de causalité.

## Qualification du préjudice
En droit québécois, on qualifie le préjudice en fonction de l'atteinte première (application de la maxime l'accessoire suit le principal), d'après l'arrêt Cinar de la Cour suprême du Canada. Donc si une personne est blessée dans un accident et qu'elle subit des pertes économiques en raison de l'accident, on dira qu'elle a subi un préjudice corporel et non pas un préjudice matériel. De ce préjudice corporel initial vont découler des pertes pécuniaires et des pertes non pécuniaires. Une fois qu'elles ont été évaluées, les pertes pécuniaires sont intégralement compensées, sans qu'il y ait de plafond de compensation. Pour les pertes non pécuniaires découlant d'un préjudice corporel, il existe un plafond de 400 000 $ issu de l'arrêt Andrews (100 000 $ en 1978) qui constitue le montant maximal que peuvent accorder les tribunaux.

## Pour en savoir plus
- Jean-Louis Baudouin, La responsabilité civile délictuelle, 3e éd., Cowansville, Yvon Blais, 1990. 838 p.
- Jean-Louis Baudouin, Patrice Deslauriers et Benoît Moore, La responsabilité civile, 8e éd., en 2 tomes, Cowansville, Yvon Blais, 2014.
- Marel Katsivela, Responsabilité délictuelle et responsabilité extracontractuelle au Canada : une étude de droit, Montréal, Thémis, 2021.
- Mariève Lacroix, L'illicéité : essai théorique et comparatif en matière de responsabilité civile extracontractuelle pour le fait personnel, Cowansville, Yvon Blais, 2013.
- André Nadeau et Richard Nadeau, Traité pratique de la responsabilité civile délictuelle, éd. revue, Montréal, Wilson & Lafleur, 1971.